# Estación Plaza Barrios

La Plaza Barrios, es una estación del servicio de Transmetro que opera en la Ciudad de Guatemala.
Está ubicada sobre la 9a. Avenida y 18 Calle de la Zona 1 frente al Museo del Ferrocarril de Guatemala es una estación de transbordo tanto de la Línea 12 como la Línea 13.
- Datos: Q21002822